# Площина Лапласа
Площина Лапласа — середня або відлікова площина, навколо осі якої прецесує площина миттєвої орбіти супутника планети. Названа на честь її першовідкривача П'єра-Симона Лапласа (1749—1827).
Ім'ям Лапласа іноді також називають незмінну площину, перпендикулярну до вектора середнього кутового моменту системи, але не слід плутати ці два поняття. Вони еквівалентні тільки в тому випадку, коли всі збурювачі і резонанси знаходяться далеко від розглядуваного супутника.

## Визначення
Нормаль до площини Лапласа розташована в одній площині з (а) віссю обертання планети та (б) нормаллю до орбіти планети навколо Сонця, вона розташована між цими двома векторами. Площина Лапласа виникає через те, що екваторіальна сплющеність планети має спричиняє прецесію орбіти супутника навколо полярної осі екваторіальної площини планети, натомість як сонячні збурення спричиняють прецесію орбіти супутника навколо полярної площини орбіти планети навколо Сонця. Два ефекти діють разом, призводячи до проміжного положення осі, навколо якої прецесує орбіта супутника.

## Пояснення
По суті, це площина, нормальна до осі орбітальної прецесії супутника. Це своєрідна «середня площина орбіти» супутника, навколо якої прецесує миттєва площина орбіти супутника, зберігаючи з нею постійний кут нахилу.
У більшості випадків площина Лапласа знаходиться дуже близько до екваторіальної площини планети (якщо супутник дуже близько до своєї планети) або до площини орбіти планети навколо Сонця (якщо супутник знаходиться далеко від планети). Це пояснюється тим, що сила збурення планети на орбіті супутника набагато сильніша для орбіт, близьких до планети, але падає нижче сили збурення Сонця для орбіт, розташованих далеко від планети.
Приклади супутників, у яких площина Лапласа близька до площини екватора планети, включають супутники Марса та внутрішні супутники планет-гігантів. Приклади супутників, у яких площина Лапласа близька до площини орбіти планети, включають Місяць та зовнішні супутники планет-гігантів. Деякі супутники, такі як Япет у Сатурна, розташовані в перехідній зоні і мають площини Лапласа, розташовані посередині між екваторіальною площиною планети та площиною її сонячної орбіти.
Таким чином, різні положення площини Лапласа на різних відстанях від планети можна уявити як викривлену поверхню, складену з серії концентричних кілець, орієнтація яких у просторі є змінною: внутрішні кільця близькі до площини екватору планети, а зовнішні кільця близькі до площини орбіти планети навколо Сонця. Крім того, у деяких випадках великі супутники планети (наприклад, Тритон у Нептуна) можуть впливати на площини Лапласа менших супутників, що обертаються навколо тієї ж планети.

## Робота Лапласа
Площина Лапласа, як тут обговорюється, стосується орбіти супутника планети. Її слід відрізняти від іншої площини, також відкритої Лапласом, і яку також іноді називають площиною Лапласа, але частіше незмінною площиною (або незмінною площиною Лапласа). Незмінна площина просто виводиться із суми кутових моментів і є незмінною для всієї системи в цілому, тоді як площина Лапласа може бути різною для різних об'єктів у системі.
Площина Лапласа є результатом збурювальних ефектів, які були виявлені Лапласом, коли він досліджував орбіти галілеєвих супутників Юпітера. Лаплас виявив, що вплив сонячної збурювальної сили та сплющеності планети разом спричиняють «власний нахил» (фр. inclinaison propre) площин орбіт супутників до площини екватора Юпітера.